# Фудбалска репрезентација Турске
Фудбалска репрезентација Турске је национални фудбалски тим Турске под управом Фудбалског савеза Турске. Под окриљем је европске фудбалске федерација, УЕФА.
Селекција Турксе квалификовала се на Светске шампионате 1950, 1954. и 2002. године. Турска се такође квалификовала на Европско првенство редом 1996, 2000, 2008 и 2016. Турци су достизали полуфинала на три различита такмичења; 2002. на Светском првенству, 2008. на Европском и 2003. на Купу конфедерација. Највеће достигнуће целокупног турског фудбала је освојено треће место на Мундијалу 2002.
Репрезентација Турске први пут је ушла у десет најјаче рангираних селекција на свету у избору ФИФА 1992. године.

## Играчи

### Тренутни састав
Следећи играчи били су позвани за утакмице против Андоре и Молдавије у квалификацијама за Еуро 2020. године (7. и 10. септембар 2019).
Све одигране утакмице и дати голови важе за 10. септембар 2019. године.

| Бр. | Поз. | Играч                         | Датум рођења        | Наступи | Голови | Клуб              |
| --- | ---- | ----------------------------- | ------------------- | ------- | ------ | ----------------- |
| 1   | Г    | Синан Болат                   | 3. септембар 1988.  | 12      | 0      | Антверпен         |
| 12  | Г    | Мерт Гунок                    | 1. март 1983.       | 11      | 0      | Башакшехир        |
| 23  | Г    | Угурџан Чакир                 | 5. април 1996.      | 1       | 0      | Трабзонспор       |
|     |      |                               |                     |         |        |                   |
| 4   | О    | Чаглар Сојунџу                | 23. мај 1996.       | 25      | 1      | Лестер сити       |
| 22  | О    | Кан Ајхан                     | 10. новембар 1994.  | 22      | 2      | Фортуна Диселдорф |
| 2   | О    | Зеки Челик                    | 17. фебруар 1997.   | 10      | 2      | Лил               |
| 3   | О    | Мерих Демирал                 | 5. март 1998.       | 7       | 0      | Јувентус          |
|     | О    | Умут Мераш                    | 20. децембар 1995.  | 2       | 0      | Авр               |
| 13  | О    | Назим Сангаре                 | 30. мај 1994.       | 1       | 0      | Антаљаспор        |
|     | О    | Мерт Четин                    | 1. јануар 1997.     | 0       | 0      | Рома              |
|     |      |                               |                     |         |        |                   |
| 5   | С    | Емре Белозоглу (капитен)      | 7. септембар 1985.  | 100     | 9      | Фенербахче        |
| 7   | С    | Огузхан Озјакуп               | 23. септембар 1992. | 43      | 1      | Бешикташ          |
| 6   | С    | Озан Туфан                    | 23. март 1995.      | 45      | 5      | Фенербахче        |
| 10  | С    | Хакан Чалханоглу (3. капитен) | 8. фебруар 1994.    | 43      | 10     | Милан             |
|     | С    | Јунус Мали                    | 24. фебруар 1992.   | 25      | 1      | Волфсбург         |
| 8   | С    | Окај Јокушлу                  | 9. март 1994.       | 22      | 1      | Селта             |
| 17  | С    | Џенгиз Ундер                  | 14. јули 1997.      | 19      | 6      | Рома              |
|     | С    | Јусуф Јазиџи                  | 29. јануар 1997.    | 15      | 0      | Лил               |
| 15  | С    | Махмут Текдемир               | 20. јануар 1988.    | 12      | 0      | Башакшехир        |
| 14  | С    | Ирфан Кахвеџи                 | 15. јун 1995.       | 11      | 0      | Башакшехир        |
| 19  | С    | Дорукхан Токоз                | 21. мај 1996.       | 4       | 0      | Бешикташ          |
| 21  | С    | Абдулкадир Омур               | 25. јун 1999.       | 3       | 0      | Трабзонспор       |
|     |      |                               |                     |         |        |                   |
| 9   | Н    | Бурак Јилмаз                  | 15. јули 1985.      | 55      | 24     | Бешикташ          |
|     | Н    | Џеник Тосун                   | 7. јун 1991.        | 38      | 13     | Евертон           |
| 11  | Н    | Енес Унал                     | 10. мај 1997.       | 12      | 0      | Ваљадолид         |
| 18  | Н    | Кенан Караман                 | 5. март 1994.       | 8       | 1      | Фортуна Диселдорф |
| 16  | Н    | Гувен Јалчин                  | 18. јануар 1999.    | 3       | 0      | Бешикташ          |

## Технички састав
| Позиција          | Име              |
| ----------------- | ---------------- |
| Тренер            | Шенол Гунеш      |
| Први асистенти    | Kерем Јаваш      |
| Први асистенти    | Недим Јигит      |
| Фитнес тренер     | Мајк Верховен    |
| Голмански тренер  | Ерен Ајтекин     |
| Медицинска сестра | Сарпер Четинкаја |

## Ривали
Опште је прихваћено да су Турски највећи фудбалски, а и спортски, ривали, пре свега, Грчка, а затим и Хрватска.
Међусобно су Хрватска и Турска играле девет пута. Први сусрет био је на Еуру 1996, где Хрватска добија утакмицу са 1 : 0. Добро познати меч између тих селекција одигран је на Еуру 2008, где је Турска победила на пенале након продужетака (1 : 1). Касније Турска долази до полуфинала шампионата, где беше заустављена. У плеј-оф квалификацијама за Европско првенство 2012, где Хрватска побеђује са 3 : 0 у првој утакмици, док је у узвратној одиграно са 0 : 0. Две селекције поновно су се сусреле 2016. у Француској. Била је то прва утакмице групе Д, на којој је победу однела Хрватска (1 : 0) захваљујући сензационалним голом Луке Модрића. Само три месеца касније, два тима су се опет срела у квалификацијама за СП 2018, у групи И. Утакмица се завршила 1 : 1. Тачно годину дана касније, Турци и Ватрени одиграли су узвратни меч у Ескишехиру, који је Турска добила резултатом 1 : 0.
Са репрезентацијом Грчке, Турска је одиграла укупно 13 утакмица (седам победа, три ремија, три пораза). Ривалство између ове две репрезентације описано је као једно од највећих, због честих геополитичких тензија између те две државе.

## Рекорди на такмичењима

### Светско првенство у фудбалу
| Година        | Првенство                 | Пласман                   | ИГ                        | П                         | Н*                        | И                         | ГД                        | ФП                        |
| ------------- | ------------------------- | ------------------------- | ------------------------- | ------------------------- | ------------------------- | ------------------------- | ------------------------- | ------------------------- |
| 1930          | Није учествовала          | Није учествовала          | Није учествовала          | Није учествовала          | Није учествовала          | Није учествовала          | Није учествовала          | Није учествовала          |
| 1934          | Одустала од квалификација | Одустала од квалификација | Одустала од квалификација | Одустала од квалификација | Одустала од квалификација | Одустала од квалификација | Одустала од квалификација | Одустала од квалификација |
| 1938          | Није учествовала          | Није учествовала          | Није учествовала          | Није учествовала          | Није учествовала          | Није учествовала          | Није учествовала          | Није учествовала          |
| 1950          | Повукла се                | Повукла се                | Повукла се                | Повукла се                | Повукла се                | Повукла се                | Повукла се                | Повукла се                |
| 1954          | Групна фаза               | 9                         | 3                         | 1                         | 0                         | 2                         | 10                        | 11                        |
| 1958          | Одустала од квалификација | Одустала од квалификација | Одустала од квалификација | Одустала од квалификација | Одустала од квалификација | Одустала од квалификација | Одустала од квалификација | Одустала од квалификација |
| 1962 до 1998  | Није се квалификовала     | Није се квалификовала     | Није се квалификовала     | Није се квалификовала     | Није се квалификовала     | Није се квалификовала     | Није се квалификовала     | Није се квалификовала     |
| 2002          | Треће место               | 3                         | 7                         | 4                         | 1                         | 2                         | 10                        | 6                         |
| 2006 до 2022. | Није се квалификовала     | Није се квалификовала     | Није се квалификовала     | Није се квалификовала     | Није се квалификовала     | Није се квалификовала     | Није се квалификовала     | Није се квалификовала     |
| Укупно        | 2/22                      |                           | 10                        | 5                         | 1                         | 4                         | 20                        | 17                        |

### Европско првенство у фудбалу
| Година       | Првенство             | Пласман               | ИГ                    | П                     | Н*                    | И                     | ГД                    | ГП                    |
| ------------ | --------------------- | --------------------- | --------------------- | --------------------- | --------------------- | --------------------- | --------------------- | --------------------- |
| 1960 до 1992 | Није се квалификовала | Није се квалификовала | Није се квалификовала | Није се квалификовала | Није се квалификовала | Није се квалификовала | Није се квалификовала | Није се квалификовала |
| 1996         | Групна фаза           | 15                    | 3                     | 0                     | 0                     | 3                     | 0                     | 5                     |
| 2000         | Четвртфинале          | 6                     | 4                     | 1                     | 1                     | 2                     | 3                     | 4                     |
| 2004         | Није се квалификовала | Није се квалификовала | Није се квалификовала | Није се квалификовала | Није се квалификовала | Није се квалификовала | Није се квалификовала | Није се квалификовала |
| 2008         | Полуфинале            | 4                     | 5                     | 3                     | 0                     | 2                     | 13                    | 9                     |
| 2012         | Није се квалификовала | Није се квалификовала | Није се квалификовала | Није се квалификовала | Није се квалификовала | Није се квалификовала | Није се квалификовала | Није се квалификовала |
| 2016.        | Групна фаза           | 17                    | 3                     | 1                     | 0                     | 2                     | 2                     | 4                     |
| 2020.        | Групна фаза           | 24                    | 3                     | 0                     | 0                     | 3                     | 1                     | 8                     |
| 2024.        | Четвртфинале          | 7                     | 5                     | 3                     | 0                     | 2                     | 8                     | 8                     |
| Укупно       | 6/17                  |                       | 23                    | 8                     | 1                     | 14                    | 27                    | 38                    |

### Лига нација
| Рекорди у УЕФА Лиги нација | Рекорди у УЕФА Лиги нација | Рекорди у УЕФА Лиги нација | Рекорди у УЕФА Лиги нација | Рекорди у УЕФА Лиги нација | Рекорди у УЕФА Лиги нација | Рекорди у УЕФА Лиги нација | Рекорди у УЕФА Лиги нација | Рекорди у УЕФА Лиги нација | Рекорди у УЕФА Лиги нација | Рекорди у УЕФА Лиги нација |
| Сезона                     | Лига                       | Група                      | ИГ                         | П                          | Н                          | И                          | ГД                         | ГП                         | П/И                        | Поз.                       |
| -------------------------- | -------------------------- | -------------------------- | -------------------------- | -------------------------- | -------------------------- | -------------------------- | -------------------------- | -------------------------- | -------------------------- | -------------------------- |
| 2018/19.                   | Б                          | 2                          | 4                          | 1                          | 0                          | 3                          | 4                          | 7                          | Same position              | 22.                        |
| 2020/21.                   | Б                          | 3                          | 6                          | 1                          | 3                          | 2                          | 6                          | 8                          | Пад                        | 29.                        |
| 2022/23.                   | Ц                          | 1                          | 6                          | 4                          | 1                          | 1                          | 18                         | 5                          | Раст                       | 35.                        |
| Укупно                     | Укупно                     | Укупно                     | 16                         | 6                          | 4                          | 6                          | 28                         | 20                         |                            |                            |

### Олимпијске игре
| Рекорди на Олимпијским играма | Рекорди на Олимпијским играма | Рекорди на Олимпијским играма | Рекорди на Олимпијским играма | Рекорди на Олимпијским играма | Рекорди на Олимпијским играма | Рекорди на Олимпијским играма | Рекорди на Олимпијским играма | Рекорди на Олимпијским играма |
| Година                        | Резултат                      | Поз.                          | ИГ                            | П                             | Н                             | И                             | ГД                            | ГП                            |
| ----------------------------- | ----------------------------- | ----------------------------- | ----------------------------- | ----------------------------- | ----------------------------- | ----------------------------- | ----------------------------- | ----------------------------- |
| 1924                          | Прва рунда                    | 13.                           | 1                             | 0                             | 0                             | 1                             | 2                             | 5                             |
| 1928                          | Прва рунда                    | 14.                           | 1                             | 0                             | 0                             | 1                             | 1                             | 7                             |
| 1936                          | Прва рунда                    | 15.                           | 1                             | 0                             | 0                             | 1                             | 0                             | 1                             |
| 1948                          | Четвртфинале                  | 6.                            | 2                             | 1                             | 0                             | 1                             | 5                             | 3                             |
| 1952                          | Четвртфинале                  | 8.                            | 2                             | 1                             | 0                             | 1                             | 3                             | 8                             |
| 1956                          | Повукла се                    | Повукла се                    | Повукла се                    | Повукла се                    | Повукла се                    | Повукла се                    | Повукла се                    | Повукла се                    |
| 1960                          | Прва рунда                    | 14.                           | 3                             | 0                             | 1                             | 2                             | 3                             | 10                            |
| 1964                          | Није се квалификовала         | Није се квалификовала         | Није се квалификовала         | Није се квалификовала         | Није се квалификовала         | Није се квалификовала         | Није се квалификовала         | Није се квалификовала         |
| 1968                          | Није се квалификовала         | Није се квалификовала         | Није се квалификовала         | Није се квалификовала         | Није се квалификовала         | Није се квалификовала         | Није се квалификовала         | Није се квалификовала         |
| 1972                          | Није се квалификовала         | Није се квалификовала         | Није се квалификовала         | Није се квалификовала         | Није се квалификовала         | Није се квалификовала         | Није се квалификовала         | Није се квалификовала         |
| 1976                          | Није се квалификовала         | Није се квалификовала         | Није се квалификовала         | Није се квалификовала         | Није се квалификовала         | Није се квалификовала         | Није се квалификовала         | Није се квалификовала         |
| 1980                          | Није се квалификовала         | Није се квалификовала         | Није се квалификовала         | Није се квалификовала         | Није се квалификовала         | Није се квалификовала         | Није се квалификовала         | Није се квалификовала         |
| 1984                          | Повукла се                    | Повукла се                    | Повукла се                    | Повукла се                    | Повукла се                    | Повукла се                    | Повукла се                    | Повукла се                    |
| 1988                          | Није се квалификовала         | Није се квалификовала         | Није се квалификовала         | Није се квалификовала         | Није се квалификовала         | Није се квалификовала         | Није се квалификовала         | Није се квалификовала         |
| 1992                          | Није се квалификовала         | Није се квалификовала         | Није се квалификовала         | Није се квалификовала         | Није се квалификовала         | Није се квалификовала         | Није се квалификовала         | Није се квалификовала         |
| 1996                          | Није се квалификовала         | Није се квалификовала         | Није се квалификовала         | Није се квалификовала         | Није се квалификовала         | Није се квалификовала         | Није се квалификовала         | Није се квалификовала         |
| 2000                          | Није се квалификовала         | Није се квалификовала         | Није се квалификовала         | Није се квалификовала         | Није се квалификовала         | Није се квалификовала         | Није се квалификовала         | Није се квалификовала         |
| 2004                          | Није се квалификовала         | Није се квалификовала         | Није се квалификовала         | Није се квалификовала         | Није се квалификовала         | Није се квалификовала         | Није се квалификовала         | Није се квалификовала         |
| 2008                          | Није се квалификовала         | Није се квалификовала         | Није се квалификовала         | Није се квалификовала         | Није се квалификовала         | Није се квалификовала         | Није се квалификовала         | Није се квалификовала         |
| 2012                          | Није се квалификовала         | Није се квалификовала         | Није се квалификовала         | Није се квалификовала         | Није се квалификовала         | Није се квалификовала         | Није се квалификовала         | Није се квалификовала         |
| 2016                          | Није се квалификовала         | Није се квалификовала         | Није се квалификовала         | Није се квалификовала         | Није се квалификовала         | Није се квалификовала         | Није се квалификовала         | Није се квалификовала         |
| Укупно                        | Четвртфинала                  | 6/23                          | 10                            | 2                             | 1                             | 7                             | 14                            | 34                            |

### Куп конфедерација
| Рекорди на Купу конфедерација | Рекорди на Купу конфедерација | Рекорди на Купу конфедерација | Рекорди на Купу конфедерација | Рекорди на Купу конфедерација | Рекорди на Купу конфедерација | Рекорди на Купу конфедерација | Рекорди на Купу конфедерација | Рекорди на Купу конфедерација |
| Година                        | Рунда                         | Поз.                          | ИГ                            | П                             | Н                             | И                             | ГД                            | ГП                            |
| ----------------------------- | ----------------------------- | ----------------------------- | ----------------------------- | ----------------------------- | ----------------------------- | ----------------------------- | ----------------------------- | ----------------------------- |
| 1992                          | Није се квалификовала         | Није се квалификовала         | Није се квалификовала         | Није се квалификовала         | Није се квалификовала         | Није се квалификовала         | Није се квалификовала         | Није се квалификовала         |
| 1995                          | Није се квалификовала         | Није се квалификовала         | Није се квалификовала         | Није се квалификовала         | Није се квалификовала         | Није се квалификовала         | Није се квалификовала         | Није се квалификовала         |
| 1997                          | Није се квалификовала         | Није се квалификовала         | Није се квалификовала         | Није се квалификовала         | Није се квалификовала         | Није се квалификовала         | Није се квалификовала         | Није се квалификовала         |
| 1999                          | Није се квалификовала         | Није се квалификовала         | Није се квалификовала         | Није се квалификовала         | Није се квалификовала         | Није се квалификовала         | Није се квалификовала         | Није се квалификовала         |
| 2001                          | Није се квалификовала         | Није се квалификовала         | Није се квалификовала         | Није се квалификовала         | Није се квалификовала         | Није се квалификовала         | Није се квалификовала         | Није се квалификовала         |
| 2003                          | Треће место                   | 3.                            | 5                             | 2                             | 1                             | 2                             | 8                             | 8                             |
| 2005                          | Није се квалификовала         | Није се квалификовала         | Није се квалификовала         | Није се квалификовала         | Није се квалификовала         | Није се квалификовала         | Није се квалификовала         | Није се квалификовала         |
| 2009                          | Није се квалификовала         | Није се квалификовала         | Није се квалификовала         | Није се квалификовала         | Није се квалификовала         | Није се квалификовала         | Није се квалификовала         | Није се квалификовала         |
| 2013                          | Није се квалификовала         | Није се квалификовала         | Није се квалификовала         | Није се квалификовала         | Није се квалификовала         | Није се квалификовала         | Није се квалификовала         | Није се квалификовала         |
| 2017                          | Није се квалификовала         | Није се квалификовала         | Није се квалификовала         | Није се квалификовала         | Није се квалификовала         | Није се квалификовала         | Није се квалификовала         | Није се квалификовала         |
| Укупно                        | Треће место                   | 1/10                          | 5                             | 2                             | 1                             | 2                             | 8                             | 8                             |

### Медитеранске игре
Турска Б 
| Рекорди на Медитеранским играма | Рекорди на Медитеранским играма | Рекорди на Медитеранским играма | Рекорди на Медитеранским играма | Рекорди на Медитеранским играма | Рекорди на Медитеранским играма | Рекорди на Медитеранским играма | Рекорди на Медитеранским играма | Рекорди на Медитеранским играма |
| Година                          | Поз.                            | ИГ                              | П                               | Н                               | И                               | ГД                              | ГП                              |                                 |
| ------------------------------- | ------------------------------- | ------------------------------- | ------------------------------- | ------------------------------- | ------------------------------- | ------------------------------- | ------------------------------- | ------------------------------- |
| 1951                            | -                               | 0                               | 0                               | 0                               | 0                               | 0                               | 0                               |                                 |
| 1955                            | -                               | 0                               | 0                               | 0                               | 0                               | 0                               | 0                               |                                 |
| 1959                            | 2                               | 2                               | 1                               | 1                               | 0                               | 7                               | 4                               |                                 |
| 1963                            | 2                               | 5                               | 3                               | 1                               | 1                               | 12                              | 7                               |                                 |
| 1967                            | 4                               | 5                               | 2                               | 1                               | 2                               | 5                               | 7                               |                                 |
| 1971                            | 3                               | 4                               | 3                               | 1                               | 0                               | 4                               | 1                               |                                 |
| 1975                            | 7                               | 4                               | 0                               | 2                               | 2                               | 1                               | 5                               |                                 |
| 1979                            | 5                               | 3                               | 1                               | 1                               | 1                               | 2                               | 2                               |                                 |
| 1983                            | 2                               | 4                               | 2                               | 0                               | 2                               | 4                               | 5                               |                                 |
| 1987                            | 3                               | 5                               | 3                               | 0                               | 2                               | 6                               | 2                               |                                 |
| Укупно                          | 8/10                            | 32                              | 15                              | 7                               | 10                              | 41                              | 33                              |                                 |

## Признања
- Светско првенство

Треће место (1): 2002.
- Куп конфедерација

Треће место (1): 2003.
- Европско првенство

Полуфинале (1): 2008.

## Мечеви фудбалских репрезентација Турске и Србије
|     | Датум              | Противник             | Резултат    | Стрелци                                                                        | Стадион                 | Гледалаца | Врста           |
| --- | ------------------ | --------------------- | ----------- | ------------------------------------------------------------------------------ | ----------------------- | --------- | --------------- |
| 1.  | 8. април 1928.     | Краљевина Југославија | 1 : 2 (0:2) | Латиф 72‘ — Бабић 34‘, Гилер 35‘                                               | ХАШК Конкордија Загреб  | 5.000     | Пријатељска     |
| 2.  | 2. октобар 1931.   | Краљевина Југославија | 2 : 0 (2:0) | Ребли 22‘, Фикрет 26‘                                                          | Левски Софија           | 3.000     | Балкански куп   |
| 3.  | 12. јули 1936.     | Краљевина Југославија | 3 : 3 (2:2) | Сефер 4‘, Нијази 39‘, Фикрет 68‘ — Марјановић 14‘, Томашевић 37‘, Тирнанић 60‘ | Галатасарај, Истанбул   | 8.000     | Пријатељска     |
| 4.  | 1. август 1937.    | Краљевина Југославија | 1 : 3 (0:1) | Раших 50‘ —- Плеше 14‘, Божовић 55‘, Плесник 70‘                               | СК Југославија, Београд | 8.000     | Пријатељска     |
| 5.  | 8. август 1948.    | Југославија           | 1 : 3 (1:1) | Sükrü 36‘ — Чајковски 4‘, Бобек 47‘, Велф 83‘                                  | ФК Ilford Лондон        | 7.000     | Олимпијске игре |
| 6.  | 5. јун 1953.       | Југославија           | 2 : 2 (0:1) | Бурхан 60‘, К. Фикрет 74‘ — Рајков 31‘, Митић 88‘                              | Мидхад Паша Истанбул    | 35.000    | Пријатељска     |
| 7.  | 17. октобар 1954.  | Југославија           | 1 : 5 (0:2) | Бурхан 85‘, — Бобек 40‘, 41‘, 71‘, Пашић 47‘, Марковић 78‘                     | Кошево, Сарајево        | 40.000    | Пријатељска     |
| 8.  | 29. август 1960.   | Југославија           | 0 : 4 (0:1) | Костић 10‘, 89‘ Галић 47‘, Кнез 62‘                                            | Артемио Франки Фиренца  | 6.000     | Олимпијске игре |
| 9.  | 29. октобар 1986.  | Југославија           | 0 : 4 (0:2) | Вујовић 25‘, 34‘, 83‘ Савићевић 74‘                                            | Пољуд Сплит             | 12.270    | КЕП             |
| 10. | 16. децембар 1987. | Југославија           | 2 : 3 (0:2) | Јусуф 67‘, Фејаз 73‘ — Радановић 7‘, Катанец 41‘, Хаџибегић 53‘ пен            | Кемал Ататурк Смирна    | 4.690     | КЕП             |
| 11. | 27. фебруар 1991.  | Југославија           | 1 : 1 (1:0) | Лигур 4‘, — Савићевић 64‘                                                      | Кемал Ататурк Смирна    | 20.000    | Пријатељска     |

#### Укупни биланс
| Плас. | Тим                   | ИГ | Д | Н | ИЗ | ГД | ГП | ГР  |
| ----- | --------------------- | -- | - | - | -- | -- | -- | --- |
| 1     | Краљевина Југославија | 4  | 1 | 1 | 2  | 7  | 8  | -1  |
| 2     | Југославија           | 7  | 0 | 2 | 5  | 7  | 22 | -15 |
|       | Укупно                | 11 | 1 | 3 | 7  | 14 | 30 | -16 |

ИГ = Играо утакмица; Д = Добио; Н = Нерешио; ИЗ = Изгубио; ГД = Голова дао; ГП = Голова примио; ГР = Гол-разлика ;

## Кратак преглед
Важи за мај 2019.
| Такмичење                               | Злато | Сребро | Бронза | Укупно |
| --------------------------------------- | ----- | ------ | ------ | ------ |
| Фудбал                                  |       |        |        |        |
| Светско првенство                       | 0     | 0      | 1      | 1/21   |
| Светско првенство до 20 година          | 0     | 0      | 0      | 0/22   |
| Светско првенство до 17 година          | 0     | 0      | 0      | 0/18   |
| Светско клупско првенство               | 0     | 0      | 0      | 0/16   |
| Куп Конфедерација                       | 0     | 0      | 1      | 1/10   |
| Светско првенство за жене               | 0     | 0      | 0      | 0/8    |
| Светско првенство за жене до 20 година  | 0     | 0      | 0      | 0/9    |
| Светско првенство за жене до 17 година  | 0     | 0      | 0      | 0/7    |
| Светско клупско првенство за жене       | 0     | 0      | 0      | 0/1    |
| Европско првенство                      | 0     | 0      | 1      | 1/15   |
| Европско првенство до 21 године         | 0     | 0      | 0      | 0/21   |
| Европско првенство до 19 година         | 1     | 2      | 2      | 5/65   |
| Европско првенство до 17 година         | 2     | 0      | 1      | 3/37   |
| Лига нација                             | 0     | 0      | 0      | 0/1    |
| Европско првенство за жене              | 0     | 0      | 0      | 0/12   |
| Европско првенство за жене до 19 година | 0     | 0      | 0      | 0/20   |
| Европско првенство за жене до 17 година | 0     | 0      | 0      | 0/12   |
| Меридијан куп                           | 0     | 0      | 1      | 1/5    |
| Олимпијске игре                         | 0     | 0      | 0      | 0/34   |
| Медитеранске игре                       | 1     | 7      | 2      | 10/18  |
| Муслиманске солидарне игре              | 0     | 0      | 1      | 1/3    |
| Лига шампиона                           | 0     | 0      | 1      | 1/64   |
| Лига Европе                             | 0     | 1      | 1      | 2/48   |
| УЕФА Супер куп                          | 1     | 0      | 0      | 1/43   |
| Лига младих                             | 0     | 0      | 0      | 0/6    |
| Куп победника купова                    | 0     | 0      | 0      | 0/39   |
| Лига шампиона за жене                   | 0     | 0      | 0      | 0/18   |
| Куп региона                             | 0     | 0      | 2      | 2/10   |
| Аматер куп                              | 0     | 0      | 0      | 0/4    |
| Балкански куп за репрезентације         | 0     | 1      | 0      | 1/11   |
| Балкански куп за клубове                | 3     | 1      | 3      | 7/27   |
| ЕКО куп                                 | 3     | 2      | 0      | 5/6    |
| Футсал                                  |       |        |        |        |
| Светско првенство                       | 0     | 0      | 0      | 0/9    |
| Европско првенство                      | 0     | 0      | 0      | 0/11   |
| Европско првенство до 21 године         | 0     | 0      | 0      | 0/1    |
| Европско првенство до 19 година         | 0     | 0      | 0      | 0/1    |
| Европско првенство за жене              | 0     | 0      | 0      | 0/1    |
| Лига шампиона                           | 0     | 0      | 0      | 0/18   |
| Фудбал на песку                         |       |        |        |        |
| Светско првенство                       | 0     | 0      | 0      | 0/20   |
| Евролига                                | 0     | 0      | 0      | 0/21   |
| Куп Европе                              | 0     | 0      | 0      | 0/15   |
| Куп европских шампиона                  | 0     | 0      | 1      | 1/7    |
| Европске игре                           | 0     | 0      | 0      | 0/2    |
| Медитеранске игре                       | 0     | 0      | 0      | 0/2    |
| Укупно                                  | 11    | 14     | 18     | 43     |

## Сви резултати
Следећа табела показује свеукупне резултате против селекција са којима је играла репрезентација Турске (важи за 12. јун 2019).
| Противник           | Бр. утакмица | Победа | Нерешен исход | Пораз | ГД  | ГП  |
| ------------------- | ------------ | ------ | ------------- | ----- | --- | --- |
| Албанија            | 11           | 5      | 2             | 4     | 12  | 14  |
| Алжир               | 3            | 1      | 0             | 2     | 4   | 2   |
| Андора              | 3            | 3      | 0             | 0     | 8   | 0   |
| Ангола              | 1            | 1      | 0             | 0     | 3   | 2   |
| Јерменија           | 2            | 2      | 0             | 0     | 4   | 0   |
| Аустралија          | 2            | 2      | 0             | 0     | 4   | 1   |
| Аустрија            | 16           | 7      | 1             | 8     | 22  | 18  |
| Азербејџан          | 7            | 5      | 1             | 1     | 9   | 2   |
| Белорусија          | 4            | 2      | 1             | 1     | 8   | 7   |
| Белгија             | 11           | 3      | 5             | 3     | 17  | 18  |
| Босна и Херцеговина | 6            | 2      | 2             | 2     | 6   | 7   |
| Бразил              | 6            | 0      | 2             | 4     | 3   | 10  |
| Бугарска            | 23           | 7      | 6             | 10    | 36  | 43  |
| Камерун             | 1            | 0      | 0             | 1     | 0   | 1   |
| Канада              | 2            | 2      | 0             | 0     | 6   | 1   |
| Чиле                | 3            | 2      | 1             | 0     | 3   | 0   |
| Кина                | 2            | 2      | 0             | 0     | 7   | 0   |
| Колумбија           | 1            | 1      | 0             | 0     | 2   | 1   |
| Костарика           | 1            | 0      | 1             | 0     | 1   | 1   |
| Хрватска            | 10           | 2      | 5             | 3     | 7   | 10  |
| Чешка               | 20           | 5      | 3             | 12    | 18  | 44  |
| Данска              | 10           | 2      | 5             | 3     | 9   | 12  |
| Источна Немачка     | 5            | 3      | 1             | 1     | 10  | 5   |
| Еквадор             | 1            | 0      | 0             | 1     | 0   | 1   |
| Египат              | 5            | 3      | 0             | 2     | 9   | 10  |
| Енглеска            | 11           | 0      | 2             | 9     | 1   | 33  |
| Естонија            | 8            | 5      | 3             | 0     | 17  | 4   |
| Етиопија            | 2            | 1      | 1             | 0     | 3   | 0   |
| Фарска Острва       | 1            | 0      | 1             | 0     | 1   | 1   |
| Финска              | 15           | 5      | 4             | 6     | 24  | 22  |
| Француска           | 7            | 1      | 1             | 5     | 5   | 15  |
| Грузија             | 5            | 3      | 1             | 1     | 12  | 5   |
| Немачка             | 20           | 3      | 3             | 14    | 13  | 49  |
| Гана                | 2            | 0      | 2             | 0     | 3   | 3   |
| Грчка               | 11           | 8      | 2             | 1     | 20  | 7   |
| Хондурас            | 3            | 3      | 0             | 0     | 5   | 0   |
| Мађарска            | 14           | 4      | 2             | 8     | 17  | 31  |
| Исланд              | 12           | 2      | 2             | 8     | 11  | 23  |
| Иран                | 7            | 5      | 2             | 0     | 14  | 2   |
| Ирак                | 1            | 0      | 1             | 0     | 0   | 0   |
| Република Ирска     | 14           | 3      | 6             | 5     | 16  | 27  |
| Израел              | 6            | 4      | 0             | 2     | 9   | 12  |
| Италија             | 13           | 0      | 4             | 9     | 8   | 23  |
| Обала Слоноваче     | 1            | 0      | 1             | 0     | 1   | 1   |
| Јапан               | 2            | 1      | 0             | 1     | 1   | 1   |
| Казахстан           | 6            | 6      | 0             | 0     | 19  | 2   |
| Костарика           | 2            | 2      | 0             | 0     | 6   | 1   |
| Летонија            | 6            | 1      | 4             | 1     | 10  | 9   |
| Либија              | 1            | 0      | 0             | 1     | 1   | 2   |
| Лихтенштајн         | 2            | 2      | 0             | 0     | 8   | 0   |
| Луксембург          | 7            | 6      | 0             | 1     | 13  | 6   |
| Северна Македонија  | 8            | 5      | 2             | 1     | 14  | 9   |
| Малезија            | 1            | 1      | 0             | 0     | 3   | 0   |
| Малта               | 6            | 5      | 1             | 0     | 15  | 4   |
| Молдавија           | 11           | 9      | 2             | 0     | 29  | 3   |
| Црна Гора           | 2            | 1      | 1             | 0     | 3   | 2   |
| Холандија           | 12           | 3      | 4             | 5     | 9   | 13  |
| Нови Зеланд         | 1            | 1      | 0             | 0     | 2   | 1   |
| Северна Ирска       | 12           | 5      | 2             | 5     | 12  | 12  |
| Норвешка            | 9            | 4      | 2             | 3     | 11  | 15  |
| Пакистан            | 4            | 3      | 1             | 0     | 16  | 9   |
| Парагвај            | 1            | 0      | 1             | 0     | 0   | 0   |
| Пољска              | 17           | 3      | 3             | 11    | 12  | 39  |
| Португалија         | 8            | 2      | 0             | 6     | 8   | 16  |
| Катар               | 1            | 1      | 0             | 0     | 2   | 1   |
| Румунија            | 26           | 5      | 7             | 14    | 24  | 49  |
| Русија              | 21           | 3      | 2             | 16    | 10  | 37  |
| Сан Марино          | 4            | 3      | 1             | 0     | 16  | 1   |
| Саудијска Арабија   | 3            | 3      | 0             | 0     | 6   | 1   |
| Шкотска             | 1            | 1      | 0             | 0     | 4   | 2   |
| Сенегал             | 1            | 1      | 0             | 0     | 1   | 0   |
| Србија              | 10           | 1      | 3             | 6     | 14  | 26  |
| Словачка            | 6            | 4      | 1             | 1     | 8   | 3   |
| Словенија           | 2            | 1      | 0             | 1     | 1   | 2   |
| Јужна Африка        | 1            | 0      | 0             | 1     | 0   | 2   |
| Јужна Кореја        | 7            | 4      | 2             | 1     | 13  | 4   |
| Шпанија             | 11           | 1      | 4             | 6     | 5   | 17  |
| Шведска             | 12           | 5      | 4             | 3     | 15  | 14  |
| Швајцарска          | 15           | 8      | 3             | 4     | 21  | 20  |
| Сирија              | 1            | 1      | 0             | 0     | 7   | 0   |
| Тунис               | 5            | 1      | 4             | 0     | 6   | 3   |
| Украјина            | 9            | 4      | 3             | 2     | 11  | 9   |
| Сједињене Државе    | 4            | 1      | 1             | 2     | 5   | 6   |
| Уругвај             | 1            | 0      | 0             | 1     | 2   | 3   |
| Узбекистан          | 1            | 1      | 0             | 0     | 2   | 0   |
| Велс                | 6            | 2      | 1             | 3     | 7   | 10  |
| Укупно              | 573          | 219    | 133           | 221   | 757 | 820 |

1. ↑  Урачунате и утакмице против   Чехословачка.
2. ↑  Урачунате и утакмице против   Западна Немачка.
3. ↑  Урачунате и утакмице против   Совјетски Савез.
4. ↑  Урачунате и утакмице против  Југославија.

## Играчки рекорди

### Играчи са највише одиграних утакмица
Подебљани фудбалери још увек активно играју, макар на клупском нивоу. Важи за 2. јун 2019.
| #  | Име             | Каријера  | Бр. утакмица | Бр. голова |
| -- | --------------- | --------- | ------------ | ---------- |
| 1  | Рушту Реџбер    | 1994–2012 | 120          | 0          |
| 2  | Хакан Шукур     | 1992–2007 | 112          | 51         |
| 3  | Булент Коркмаз  | 1990–2005 | 102          | 3          |
| 4  | Арда Туран      | 2006–     | 100          | 17         |
| 5  | Емре Белозоглу  | 2000–     | 99           | 9          |
| 6  | Tугај Керимоглу | 1990–2007 | 94           | 2          |
| 7  | Алпај Озалан    | 1995–2005 | 90           | 4          |
| 8  | Хамит Алтинтоп  | 2004–2014 | 82           | 7          |
| 9  | Тунџај          | 2002–2010 | 80           | 22         |
| 10 | Мехмет Топал    | 2008–     | 80           | 2          |

### Играчи са највише постигнутих голова
Подебљани фудбалери још увек активно играју, макар на клупском нивоу. Важи за 2. јун 2019.
| #  | Име                     | Каријера  | Бр. голова | Бр. утакмица | Проценат |
| -- | ----------------------- | --------- | ---------- | ------------ | -------- |
| 1  | Хакан Шукур             | 1992–2007 | 51         | 112          | 0.46     |
| 2  | Бурак Јилмаз            | 2006–     | 24         | 54           | 0.44     |
| 3  | Тунџај                  | 2003–2010 | 22         | 80           | 0.28     |
| 4  | Лефтер Кучукандонјаснис | 1948–1963 | 21         | 46           | 0.46     |
| 5  | Метин Октај             | 1956–1968 | 19         | 36           | 0.53     |
| 5  | Џемил Туран             | 1969–1979 | 19         | 44           | 0.43     |
| 5  | Нихат Кахвеџи           | 2000–2011 | 19         | 68           | 0.28     |
| 8  | Арда Туран              | 2006–     | 17         | 100          | 0.17     |
| 9  | Зеки Риза Спорел        | 1923–1932 | 15         | 16           | 0.94     |
| 10 | Џенк Тосун              | 2013-     | 13         | 37           | 0.35     |

## Некадашњи тренери
| Тренер            | Почетак каријере | Завршетак каријере | Бр. утакмица | П  | Н  | И  | ГД | ГП | Проценат победа |
| ----------------- | ---------------- | ------------------ | ------------ | -- | -- | -- | -- | -- | --------------- |
| Али Сами Јен      | 26/10/1923       | 26/10/1923         | 1            | 0  | 1  | 0  | 2  | 2  | 00.0            |
| Били Хантер       | 25/5/1924        | 12/9/1926          | 12           | 5  | 0  | 7  | 21 | 29 | 41.7            |
| Бела Тотх         | 17/7/1927        | 17/4/1932          | 8            | 2  | 1  | 5  | 14 | 24 | 25.0            |
| Фред Пегнам       | 22/4/1932        | 4/11/1932          | 2            | 0  | 0  | 2  | 3  | 7  | 00.0            |
| Џејмс Донели      | 12/7/1936        | 1/8/1937           | 3            | 0  | 1  | 2  | 4  | 10 | 00.0            |
| Игнац Молнар      | 23/4/1948        | 30/5/1948          | 2            | 1  | 0  | 1  | 3  | 2  | 50.0            |
| Улви Јенал        | 2/8/1948         | 5/8/1948           | 2            | 1  | 0  | 1  | 5  | 3  | 50.0            |
| Пет Молој         | 28/11/1948       | 20/5/1949          | 5            | 3  | 0  | 2  | 9  | 8  | 60.0            |
| Џихат Арман       | 20/11/1949       | 20/11/1949         | 1            | 1  | 0  | 0  | 7  | 0  | 100.0           |
| Пет Молој         | 28/5/1950        | 28/10/1950         | 2            | 1  | 0  | 1  | 7  | 6  | 50.0            |
| Џими Мекормик     | 3/12/1950        | 10/6/1951          | 2            | 1  | 0  | 1  | 4  | 5  | 50.0            |
| Ребли Еркал       | 17/6/1951        | 21/11/1951         | 3            | 2  | 0  | 1  | 3  | 3  | 66.7            |
| Садри Усуоглу     | 1/6/1952         | 8/6/1952           | 2            | 0  | 1  | 1  | 1  | 5  | 00.0            |
| Сандро Пупо       | 8/6/1952         | 23/6/1954          | 9            | 3  | 2  | 4  | 18 | 21 | 33.3            |
| Гундуз Килич      | 17/10/1954       | 17/10/1954         | 1            | 0  | 0  | 1  | 1  | 5  | 00.0            |
| Жарко Михајловић  | 3/4/1955         | 26/6/1955          | 2            | 0  | 2  | 0  | 1  | 1  | 00.0            |
| Ђовани Варђлиен   | 18/12/1955       | 01/05/1956         | 5            | 2  | 0  | 3  | 8  | 9  | 16.7            |
| Џихат Арман       | 01/05/1956       | 25/11/1956         | 2            | 0  | 2  | 0  | 2  | 2  | 00.0            |
| Ласло Секели      | 5/4/1957         | 8/12/1957          | 4            | 2  | 1  | 1  | 6  | 4  | 50.0            |
| Леандро Ромондини | 4/5/1958         | 10/5/1959          | 7            | 3  | 3  | 1  | 6  | 5  | 42.9            |
| Игнац Молнар      | 8/6/1960         | 8/6/1960           | 1            | 1  | 0  | 0  | 4  | 2  | 100.0           |
| Сандро Пупо       | 27/11/1960       | 16/5/1962          | 10           | 4  | 0  | 6  | 11 | 10 | 40.0            |
| Шереф Горкеј      | 10/10/1962       | 10/10/1962         | 1            | 1  | 0  | 0  | 3  | 0  | 100.0           |
| Љубиша Спајић     | 25/11/1962       | 16/12/1962         | 4            | 1  | 2  | 1  | 3  | 7  | 25.0            |
| Сандро Пупо       | 27/3/1963        | 9/10/1964          | 4            | 0  | 2  | 2  | 0  | 4  | 00.0            |
| Џихат Арман       | 27/9/1964        | 20/12/1964         | 3            | 1  | 1  | 1  | 6  | 4  | 33.3            |
| Сандро Пупо       | 24/1/1965        | 9/5/1965           | 4            | 0  | 0  | 4  | 2  | 13 | 00.0            |
| Доган Андач       | 21/7/1965        | 25/7/1965          | 2            | 1  | 1  | 0  | 3  | 1  | 50.0            |
| Сандро Пупо       | 9/10/1965        | 30/5/1966          | 5            | 1  | 2  | 2  | 3  | 10 | 20.0            |
| Аднан Сувари      | 12/10/1966       | 17/1/1969          | 17           | 5  | 4  | 8  | 16 | 32 | 29.4            |
| Абдулах Гегић     | 30/4/1969        | 16/11/1969         | 6            | 3  | 0  | 3  | 13 | 11 | 50.0            |
| Џихат Арман       | 17/10/1970       | 14/11/1971         | 6            | 1  | 1  | 4  | 4  | 17 | 16.7            |
| Nicolae Petrescu  | 5/12/1971        | 5/12/1971          | 1            | 1  | 0  | 0  | 1  | 0  | 100.0           |
| Џошкун Озари      | 12/4/1972        | 31/10/1976         | 29           | 8  | 11 | 10 | 38 | 43 | 27.6            |
| Доган Андач       | 17/11/1976       | 17/11/1976         | 1            | 0  | 1  | 0  | 1  | 1  | 00.0            |
| Метин Турел       | 16/2/1977        | 5/10/1978          | 13           | 2  | 1  | 10 | 11 | 22 | 15.4            |
| Сабри Кираз       | 29/11/1978       | 15/10/1980         | 12           | 5  | 1  | 6  | 13 | 15 | 41.7            |
| Озкан Сумер       | 3/12/1980        | 25/3/1981          | 2            | 0  | 0  | 2  | 0  | 3  | 00.0            |
| Фетхи Демирџан    | 15/4/1981        | 7/10/1981          | 4            | 0  | 0  | 4  | 0  | 12 | 00.0            |
| Џошкун Озари      | 22/9/1982        | 4/4/1984           | 17           | 5  | 2  | 10 | 15 | 36 | 29.4            |
| Џандан Тархан     | 6/9/1984         | 14/11/1984         | 5            | 1  | 1  | 3  | 3  | 13 | 20.0            |
| Јилмаз Гокдел     | 22/12/1984       | 3/4/1985           | 3            | 1  | 1  | 1  | 1  | 3  | 33.3            |
| Калман Месели     | 1/5/1985         | 28/8/1985          | 2            | 0  | 1  | 1  | 0  | 2  | 00.0            |
| Џошкун Озари      | 11/9/1985        | 12/11/1986         | 8            | 1  | 3  | 4  | 3  | 14 | 12.5            |
| Мустафа Денизли   | 4/3/1987         | 16/12/1987         | 6            | 1  | 1  | 4  | 6  | 16 | 16.7            |
| Тиназ Тирпан      | 16/3/1988        | 15/11/1989         | 11           | 5  | 1  | 5  | 16 | 12 | 45.5            |
| Фатих Терим       | 11/4/1990        | 11/4/1990          | 1            | 0  | 0  | 1  | 0  | 1  | 00.0            |
| Сеп Пјонтек       | 27/5/1990        | 28/4/1993          | 27           | 4  | 8  | 15 | 22 | 50 | 14.8            |
| Фатих Терим       | 27/10/1993       | 19/6/1996          | 33           | 17 | 8  | 8  | 47 | 36 | 51.5            |
| Мустафа Денизли   | 14/8/1996        | 24/6/2000          | 31           | 11 | 9  | 11 | 45 | 38 | 35.5            |
| Шенол Гунеш       | 16/8/2000        | 18/2/2004          | 50           | 23 | 13 | 14 | 72 | 50 | 46.0            |
| Унал Караман      | 31/3/2004        | 31/3/2004          | 1            | 0  | 1  | 0  | 2  | 2  | 00.0            |
| Ерсун Јанал       | 28/4/2004        | 8/6/2005           | 15           | 8  | 4  | 3  | 29 | 14 | 53.3            |
| Фатих Терим       | 17/8/2005        | 14/10/2009         | 58           | 26 | 18 | 14 | 86 | 71 | 39.7            |
| Огуз Џетин        | 3/3/2010         | 29/5/2010          | 4            | 3  | 0  | 1  | 7  | 3  | 75.0            |
| Гус Хидинк        | 1/8/2010         | 15/11/2011         | 16           | 7  | 4  | 5  | 18 | 15 | 43.7            |
| Абдулах Авџи      | 17/11/2011       | 20/08/2013         | 18           | 6  | 4  | 8  | 26 | 26 | 33.3            |
| Фатих Терим       | 22/8/2013        | 26/7/2017          | 44           | 27 | 8  | 9  | 69 | 38 | 62.0            |
| Мирчеа Луческу    | 2/8/2017         | 11/2/2019          | 6            | 1  | 1  | 4  | 5  | 12 | 16.6            |
| Шенол Гунеш       | 1/6/2019         |                    | 0            | 0  | 0  | 0  | 0  | 0  | 0.0             |

## Орден
Године 2002, национални тим одликован је турским орденом за спектуларан успех на Светском првенству 2002. (освојена бронзана медаља).

## Галерија
- Арда Туран, капитен репрезентације Турске.
- Семих Шентурк је најбољи стрелац Турске на европским првенствима.
- Нури Шахин, један од најмлађих дебитаната у селекцији Турске.
- Селчук Инан је постигао укупни 700. гол у историји турске репрезентације.
- Лефтер Кучукандонјадис на СП 1954.
- Феридун Бугекер који је наступао на Мундијалу 1954..
- Фатих Терим, турски тренер који је водио национални тим укупно четири пута.
- Мустафа Денизли је био тренер репрезентације током Еура 2000. године.